# Romancing SaGa
Romancing SaGa (ロマンシング サ・ガ?) è un videogioco di ruolo pubblicato nel 1992 da Square per Super Famicom. È il quarto titolo della serie di videogiochi SaGa.
Convertito per WonderSwan Color e distribuito su cellulari, nel 2005 il videogioco ha ricevuto un remake per PlayStation 2 denominato in Giappone Romancing Saga: Minstrel Song (ロマンシング サガ -ミンストレルソング-?, Romanshingu Sa Ga -Minsutoreru Songu-). Il videogioco è stato reso inoltre disponibile per Wii e Wii U tramite Virtual Console. Nel 2022 è stata pubblicata una versione rimasterizzata del gioco dal titolo Romancing SaGa -Minstrel Song- Remastered distribuita per PlayStation 5, PlayStation 4, Nintendo Switch, oltre che su Steam e negli store digitali di Android e iOS.

## Modalità di gioco
Al contrario dei titoli precedenti per Game Boy, Romancing SaGa è un videogioco di ruolo open world. Nel remake per PlayStation 2 vengono aggiunti elementi del gameplay già inseriti in SaGa Frontier e Unlimited SaGa.